# جوديث فولمر
جوديث فولمر (بالإنجليزية: Judith Vollmer)‏ (1951)؛ كاتِبة وشاعرة أمريكية. درست في جامعة بيتسبرغ.